# アメリカ領ヴァージン諸島の旗
アメリカ領ヴァージン諸島の旗（アメリカりょうヴァージンしょとうのはた）は、1921年に制定された。

?デンマーク占領時代の旗
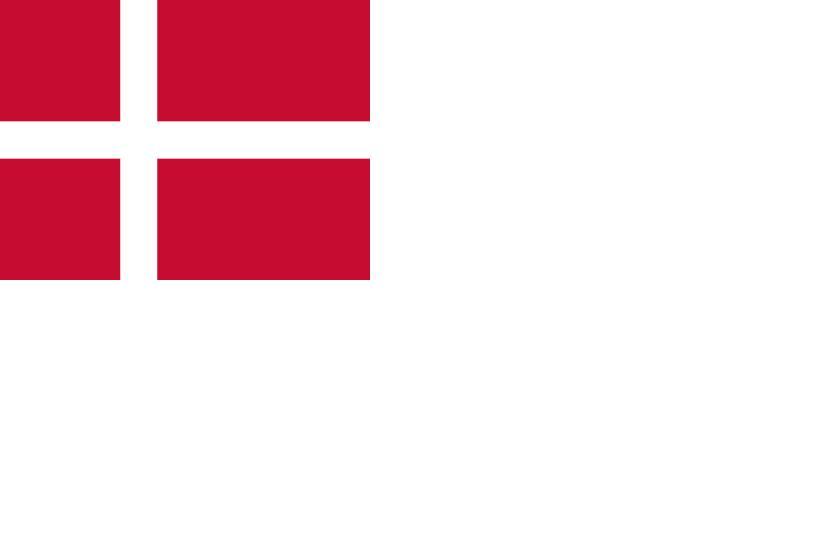
?デンマーク占領時代の旗